# Hernando de Luque
Hernando de Luque (Olvera, Cádiz - Panamá, 1532), fue un sacerdote y obispo español, quien se hizo famoso por financiar la campaña de los conquistadores Francisco Pizarro quién conquistaría Perú, derrotando al Imperio incaico, y Diego de Almagro, quien sería el primer español en intentar conquistar Chile.

## Biografía

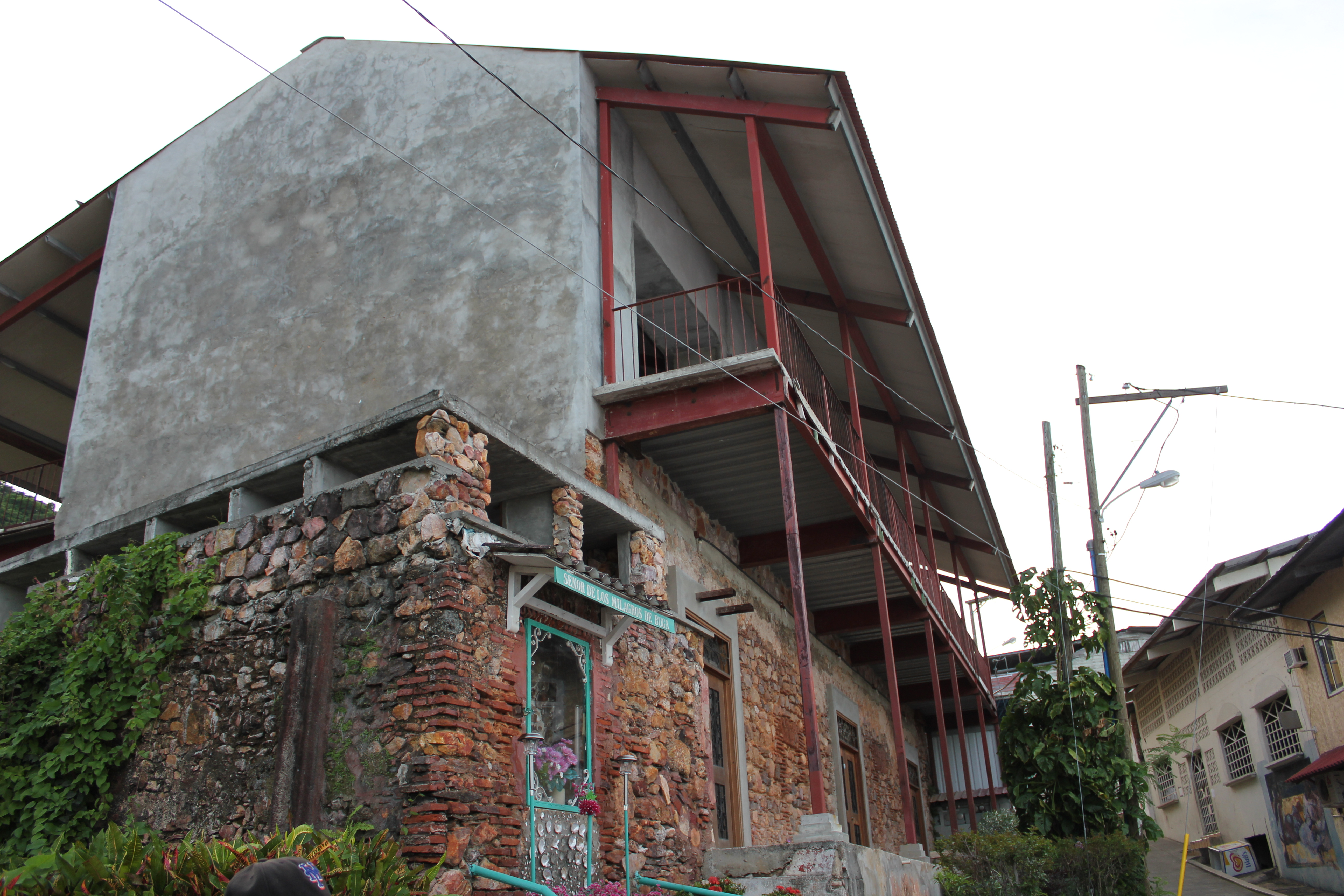
Casa-Monasterio de Hernando de Luque.

Hernando de Luque nació en Olvera (Andalucía), pero creció en Luque, su apellido proviene de dicha localidad.
En 1514, arribó a Tierra Firme, junto con la comitiva que acompañaba al obispo Juan de Quevedo, y junto con los navíos del gobernador Pedro Arias Dávila. Fue nombrado maestrescuela de la catedral y provisor de la diócesis de Santa María la Antigua del Darién. Tras fundarse la Ciudad de Panamá, llegó a ser su vicario y párroco, y también fue responsable de los primeros repartimientos de indios. En 1522, De Luque recibió 70 indios por parte del cacicazgo de Perequeté.

### Apoyo a Pizarro y a Almagro
En 1525, Luque se asoció con Francisco Pizarro y Diego de Almagro y los ayudó a conseguir financiamiento para su campaña de exploración y eventual conquista de Perú. Luque obtuvo 30 mil pesos de Gaspar de Espinosa. Pizarro se encargó de usar el dinero para reclutar una avanzadilla de soldados, mientras que Almagro se encargaba de preparar un barco de víveres para suministrar la expedición. 
En la capitulación de Toledo, del 26 de julio de 1529, que firmó Francisco Pizarro con el emperador Carlos I de España, Hernando de Luque solicitó el obispado de Cuzco y se le nombró protector general de los indios. Dos años después formó una sociedad con Pizarro y Almagro, con el fin de organizar una expedición que prosiguiese lo explorado por Pascual de Andagoya en la conquista del Perú. Hernando fue clave en la campaña expedicionaria de Pizarro, debido a que fue él quién lo motivó a que continuara a pesar de los fracasos iniciales, incluyendo cuando solo quedaba él y otros 12 hombres en la Isla de Gallo.
Murió en el año 1532, por lo que no pudo tomar posesión del Obispado del Cuzco ni participar en el repartimiento efectivo del botín obtenido por Pizarro y Almagro, luego de haber capturado a Atahualpa y al Imperio inca.